# Петар Омчикус
Петар Омчикус (Сушак, код Ријеке, 6. октобар 1926 — Београд, 26. април 2019) био је српски сликар и академик. Његово дело обухватало је већину сликарских жанрова а карактерисао га је дух Медитерана. Бавио се сликарством, цртежом, мозаиком, графиком, илустрацијом и скулптуром.

## Биографија
Рођен је 1926. године у Сушаку код Ријеке, а од 1936. године живи у Београду. Породица Омчикус је старином из Радучића код Кистања.
После Другог светског рата је започео сликарске студије на Академији ликовних уметности, код професора Ивана Табаковића. Заједно са супругом, сликарком Косом Бокшан, напушта студије сликарства и одлази у Задар, у коме постаје један од оснивача Задарске групе, у којој су се налазили и Мића Поповић, Вера Божичковић, Бата Михаиловић, Љубинка Јовановић. После шестомесечног боравка у Задру, вратио се у Београд и прикључио се Групи Једанаесторица, а своју прву самосталну изложбу приредио је 1951. године. Непосредно после тога, Петар Омчикус 1952.године са Косаром Бокшан напушта Југославију и сели се у Париз. Од 1965. године повремено бораве у Вела Луци на Корчули, где организују бројне међународне сусрете уметника, филозофа и критичара. Учествовао је на бројним групним изложбама у земљи и иностранству.
Члан САНУ ван радног састава постао је 1994. године. Од 2012. је дописни члан, а 2015. године редовни члан Српске академије наука и уметности.

## Стваралаштво
Почеци Омчикусовог стваралаштва везују се за неколико уметника, сви из класе Ивана Табаковића, која се на неколико месеци окупила у Задру 1947. године, начинивши тада прву југословенску уметничку комуну – Задарску групу. Сем Омчикуса, ту су још били његова будућа супруга Косара Бокшан, Мића Поповић, Вера Божичковић, Бата Михаиловић, Љубинка Јовановић, Милета Андрејевић, Бора Грујић и њихов пријатељ, студент књижевности Борислав Михајловић Михиз. Излазак из академских атељеа у природу отворио је овим уметницима нове путеве слободног стваралаштва на којима ће, на различите начине, остати током укупног стваралаштва. Омчикус се 1951. године придружује Групи Једанаесторица, која га охрабрује да даље трага за сопственим путевима стваралаштва, тада још увек у домену поетске фигурације након социјалистичког реализма. Но, прави преокрет у његовој уметности настаје у Паризу. Сусрет са апстрактном уметношћу тог времена дефинитивно Омчикуса усмерава према слободном изразу, потезу који не трага за реалним већ за индивидуалним стилом. Геометризована асоцијативна апстракција тог периода већ је од почетка седме деценије прерасла у својеврсну гестуалну колористичку фигурацију која је задржала раније елементе његовог израза. У каснијим периодима Омчикус је тематизова сликарство према портретима, цртежима Београда, фантастичном реализму и скулптури.

## Самосталне изложбе (избор)
Самостално је излагао у Паризу, Лилу, Риму, Женеви, Титограду, Новом Саду, Загребу и другим градовима, и учествовао је на бројним групним изложбама.
- 1951. Уметничка галерија УЛУС-а, Београд
- 1955. Galerie Arnaud, Париз
- 1958. Galerie Jeanne Bucher, Париз
- 1962. Galerie Formes, Lil
- 1965. Салон Модерне галерије, Београд
- 1972. Grand Palais, Париз
- 1974. Galleria 'IlGrifo', Rome
- 1976. Galerie de Seine, Париз
- 1983. Galerie Plexus, Chexbres (Швајцарска)
- 1985. Galerie des Platanes, Женева
- 1988. Galerie Plexus, Chexbres (Швајцарска)
- 1989. Ретроспективна изложба, Музеј савремене уметности, Београд, Галерија ликовне уметности - Поклон збирка Рајка Мамузића, Нови Сад
- 1990. Народни музеј, Вараждин, Музеј сувремене умјетности, Загреб
- 1992. Maison de l'UNESCO, Париз
- 1994. Bibliothèque Universitaire, Нанси
- 1995. Galerie René Descartes: 'Atelier Dedouvre', Париз
- 1996. Galerie Plexus: 'Atelier Dedouvre', Chexbres (Швајцарска), Galerija grafičkog kolektiva : 'Atelier Dedouvre', Београд
- 1998. Галерија САНУ, Београд
- 2012. Галерија САНУ, Београд

## Одабране награде
- 1972. Награда за сликарство, Октобарски салон, Београд
- 1979. Прва награда на 4. Изложби југословенског портрета, Тузла
- 1982. Прва награда за цртеж на 2. Интербифеп, Тузла
- 1984. Прва награда на 9. Међународној изложби оригиналног цртежа, Ријека
- 1990. Награда Политике из фонда Владислава Рибникара, Београд

## Галерија
- Милош Црњански
- Василије Крестић
- Гојко Ђого
- аутопортрет са шајкачом
- Мило Милуновић рад Омчикуса
- Катарина де Леобарди рад Омчикуса
- Плоча колумбаријума у Алеји заслужних грађана.